# Xochihuacán
Xochihuacán es una localidad de México perteneciente al municipio de Epazoyucan en el estado de Hidalgo.

## Toponimia
Del náhuatl, Xochihuahcan; compuesto de ''xochitl'', que significa ''flor'', el sufijo ''-huah'', que significa ''poseedor de'', y el locativo ''can'', que indica lugar; así que, esencialmente, quiere decir: “Lugar de los que poseen flores”.
Una traducción ligeramente menos literal, pero igualmente acertada y que vale la pena mencionar, es la de ''Lugar de travestis'' o ''Lugar de prostitutos'', ya que el término ''xochihuah'' designaba a un hombre travestido y/o que ejercía la prostitución en el marco histórico de los nahuas prehispánicos, tal como se puede apreciar en el códice florentino. 

## Geografía
A la localidad le corresponden las coordenadas geográficas 19° 59’ 19.068” de latitud norte y 98° 42’ 31.732” de longitud oeste, con una altitud de 2348 m s. n. m. Se encuentra a una distancia aproximada de 8.42 kilómetros al suroeste de la cabecera municipal, Epazoyucan.
En cuanto a fisiografía se encuentra dentro de las provincia del Eje Neovolcánico, dentro de la subprovincia de Lagos y Volcánes de Anáhuac; su terreno es de llanura y lomerío. En lo que respecta a la hidrografía se encuentra posicionado en la región del río Panuco, dentro de la cuenca del río Moctezuma, en la subcuenca del río Tezontepec. Cuenta con un clima semiseco templado.

## Demografía
En 2020 registró una población de 896 personas, lo que corresponde al 5.50 % de la población municipal. De los cuales 449 son hombres y 447 son mujeres. Tiene 236 viviendas particulares habitadas.
| Gráfica de evolución demográfica de Xochihuacán entre 1900 y 2020                            |
|                                                                                              |
| Población de los censos y conteos del Instituto Nacional de Estadística y Geografía (INEGI). |

## Economía
La localidad tiene un grado de marginación bajo y un grado de rezago social muy bajo.